# Acevedo (Colombia)
Acevedo è un comune della Colombia facente parte del dipartimento di Huila.
Il centro abitato venne fondato da Santiago Motta nel 1756, mentre l'istituzione del comune è del 25 giugno 1898.